# Огнена Мария
Огнена Мария (Мария Опърлия, Опалена Мария) е празник в българския народен календар, честван на 22 юли. На този ден Българската православна църква почита паметта на Мария Магдалина.

## Огнена седмица
В някои краища на България този празник е последният ден от период (15 – 22 юли), който някъде (Панагюрско) носи неговото име, на други места (Софийско) се нарича Мария Опърлия (от глаголa „пърля“), а в някои райони на Южна България – Запалена или Опалена неделя (Громна неделя - от гръм/гръмотевица - в Пиринския край). По този начин празникът на Мария Магдалена е край на едноседмичен период в народния календар, почитан за предпазване от огън, започващ с Горещниците и завършващ с него.

## Обичаи
По традиция св. Мария се счита (наравно със св. Марина (Марина Антиохийска), чийто ден се празнува в България на 17 юли) за повелителка на огнената стихия. Вярва се още, че е сестра на свети Илия (въпреки че са живели в различни исторически епохи), вероятно въз основа на отъждествяването му със Слънцето - според легендата той се движи по небето на огнена колесница; считан е и за повелител на бурите и мълниите.
В българската празнично-обредна система 22 юли се празнува за предпазване от огън и пожар. На този ден строго се спазват редица забрани за полска (селскостопанска - на полето) и домашна работа (домакинстване), особено свързана с палене на огън, което също въобще се смята за табу. Целта на тези ограничения да се предпазят хората, къщите, реколтата и добитъкът от огън.